# موریس دنی
موریس دِنی (فرانسوی: Maurice Denis‎؛ فرانسوی: [dəni] ۲۵ نوامبر ۱۸۷۰ – ۱۳ نوامبر ۱۹۴۳) نقاش، تصویرگر و نویسنده اهل فرانسه بود. دونی از فعالان جنبش نمادگرایی و از اعضای نبی‌ها بود.
او همچنین برندهٔ جوایزی همچون لژیون دونور (فرمانده) شده است.

## نگارخانه

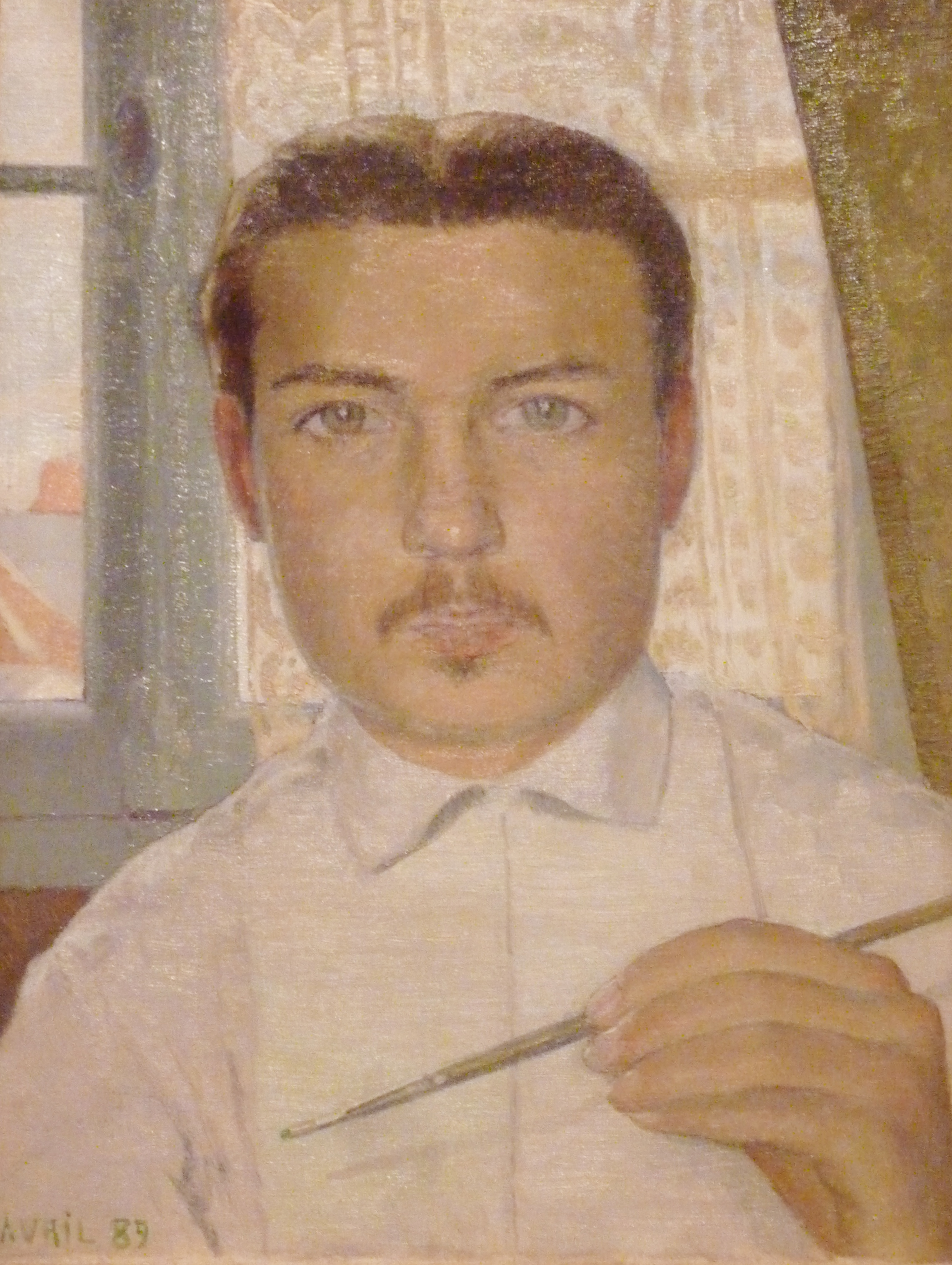
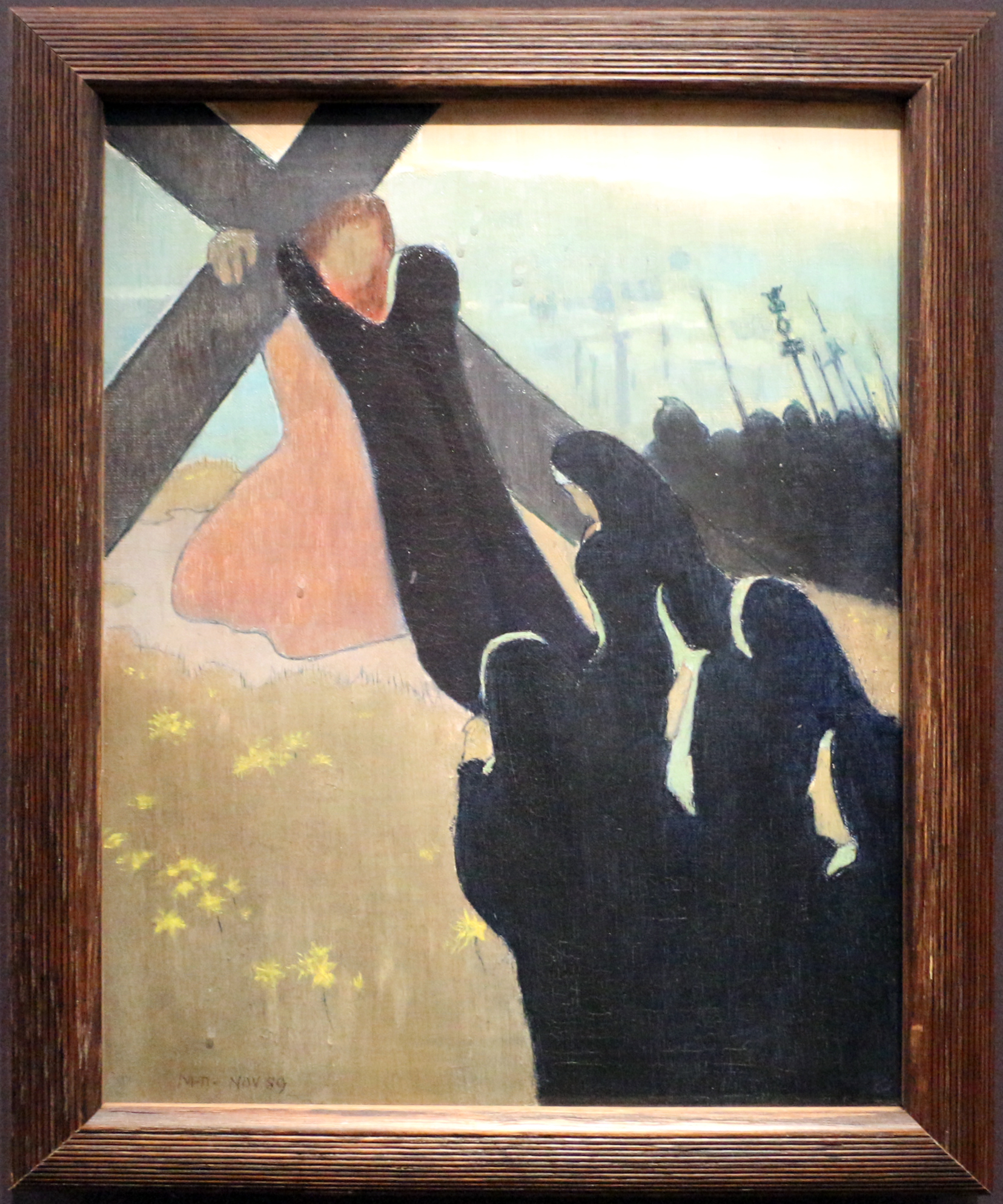
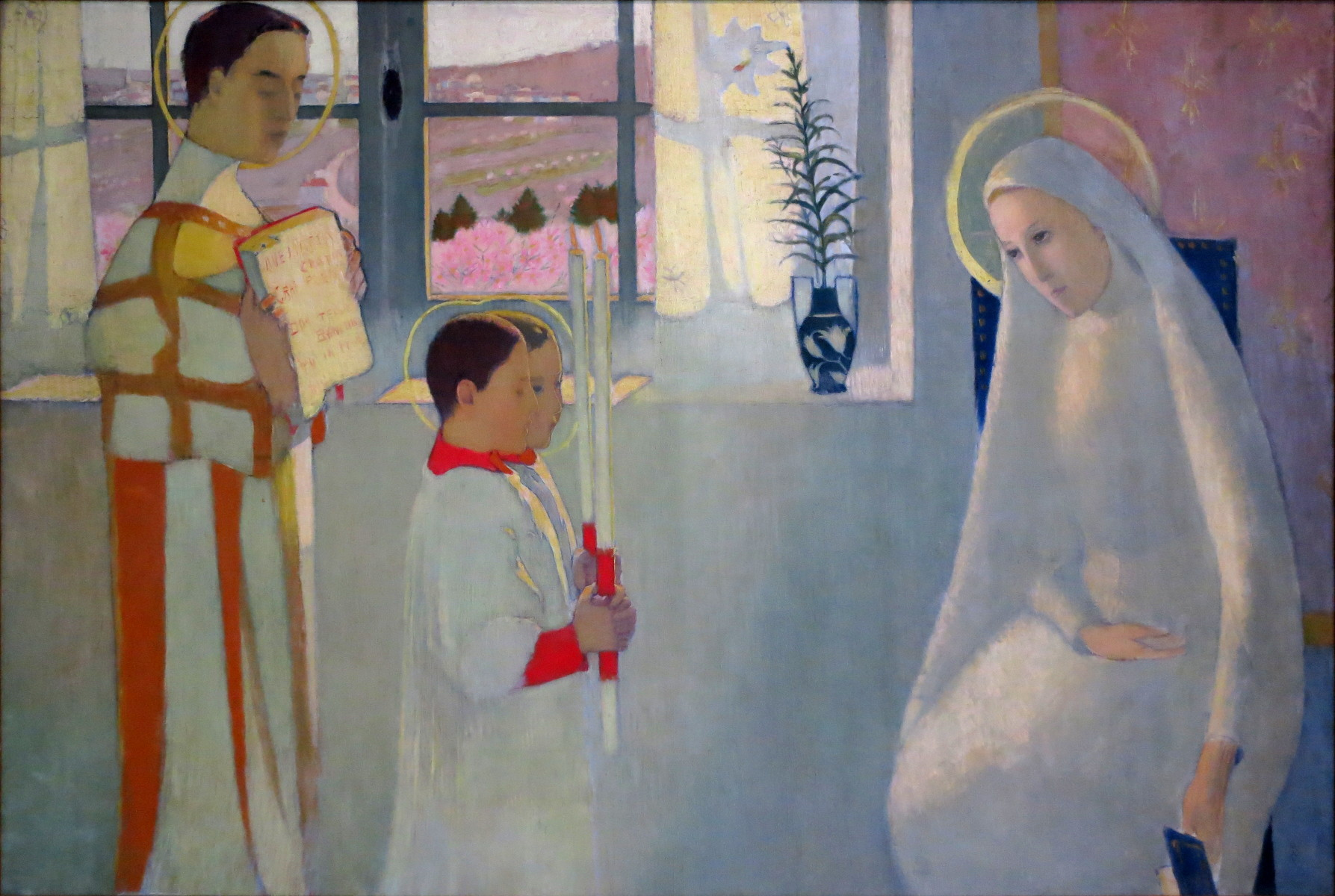
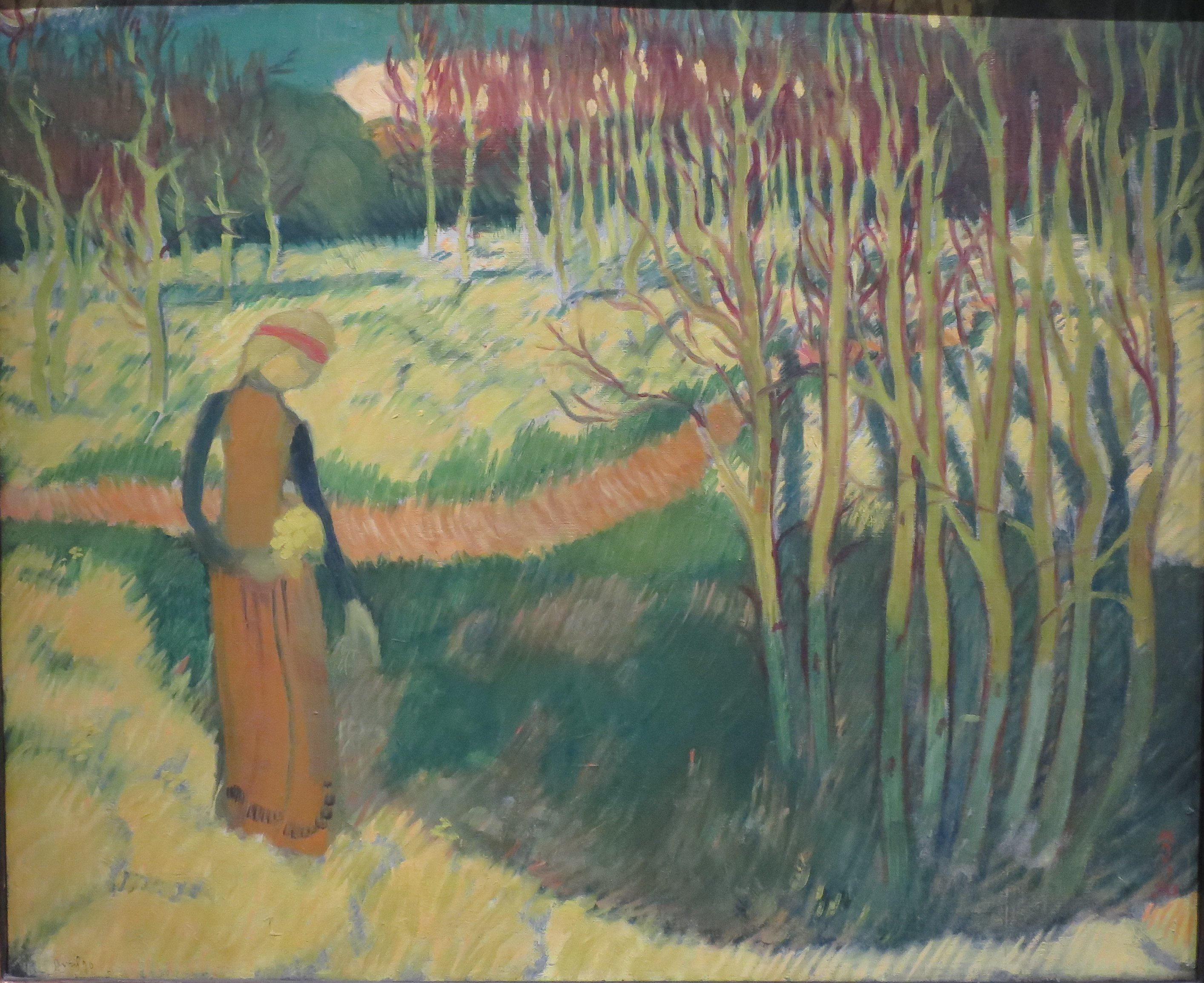